# ميسي مورتون
ماري وينستون "ميسي" مورتون هي أستاذة أكاديمية رائدة من نيوزيلندا، تشغل منصب أستاذة في دراسات الإعاقة والتعليم الشامل بجامعة أوكلاند. تتركز اهتماماتها البحثية على المناهج الدراسية الشاملة، وأساليب التقييم، وتقنيات التدريس. وتتمتع بخبرة أكاديمية ومهنية تتجاوز الأربعين عامًا في دعم الأطفال وأسرهم، بالإضافة إلى تعاونها مع المدارس والمعلمين لتعزيز سياسات وممارسات التعليم الشامل وإزالة العوائق التي تعيق مشاركة الطلاب بمختلف قدراتهم.

## المسيرة الأكاديمية
حَصلت مورتون على درجة البكالوريوس في الآداب ودرجة الماجستير في التربية في جامعة أوتاجو، ثم نالت درجة الدكتوراه منجامعة سيراكيوز.  كانت أُطروحة الدكتوراه التي قدمتها عام 2006 تَحت عنوان "الصمت في المحكمة: تسهيل التواصل ومعاني الإعاقة وأبحاث الإعاقة في الإطار القانوني" .  انضمت مورتون إلى هيئة التدريس في جامعة كانتربري، حيثُ ترقت إلى منصب أستاذة كاملة وأصبحت رئيسةً لكلية الدراسات التربوية والقيادة في عام 2012. كما تولت مورتون إدارة مجموعة أبحاث التعليم الشامل والخاص في كانتربري.   في عام 2017، انتقلت مورتون إلى جامعة أوكلاند ،حيث شغلت منصب أستاذة لدراسات الإعاقة والتعليم الشامل.  بالإضافة إلى ذلك، تشارك مورتون في لجنة مستقبل معرض تي تابيكي، وهي تتبع الجمعية الملكية تي أبانجي، وهي لجنة متعددة التخصصات تضم أفضل الخبراء في أوتياروا لدراسة آثار المساواة والإنصاف والعدالة، وقد انعقدت هذه اللجنة في عام 2019.   كما شغل مورتون مناصب قيادية عليا في CCS Disability Action و IHC . 
تتعلق أبحاث مورتون بدراسات الإعاقة والتعليم الشامل. لقد قامت ببحث شامل حول تقييم معلمي المرحلة الثانوية وتطوير نماذج للمناهج الدراسية. اطلق مورتون مشروعًا لبناء القدرات في مجال التعليم الشامل للمعلمين في منطقة المحيط الهادئ، والذي تم تمويله من وزارة الشؤون الخارجية والتجارة.  كما أسهمت في وضع أول استراتيجية للإعاقة في نيوزيلندا كعضو في فريق الكتابة، وهي أيضًا عضو مؤسس في مجموعة عمل التعليم الشامل في نيوزيلندا.   

## أعمال مختارة
من أعمال ميسي مورتون المُختارة:
- "أنظمة الجدارة بالثقة في البحث النوعي: قسوة المعاملة بالمثل". التحقيق النوعي

.Missy Morton (Jun 2001). "Regimes of Trustworthiness in Qualitative Research: The Rigors of Reciprocity". Qualitative Inquiry (بالإنجليزية). 7 (3): 323–345. DOI:10.1177/107780040100700305. ISSN:1077-8004. QID:Q124220264.
- دراسات الإعاقة والتعليم الشامل- الآثار المترتبة على النظرية والبحث والممارسة". المجلة الدولية للتعليم الشامل

Missy Morton (Sep 2008). "Disability studies and inclusive education — implications for theory, research, and practice". International Journal of Inclusive Education (بالإنجليزية). 12 (5–6): 441–457. DOI:10.1080/13603110802377482. ISSN:1360-3116. QID:Q125142328.
- الإثنوغرافيا في التعليم

Missy Morton (2013), Ethnography in Education (بالإنجليزية), DOI:10.4135/9781446251201, QID:Q125142353
- "تعزيز الساعة: تراجع سياسة التعليم الشاملة في نيوزيلندا".

Nancy Higgins; Jude MacArthur; Missy Morton (1 Jul 2007). "Winding Back the Clock: The Retreat of New Zealand Inclusive Education Policy". The New Zealand Annual Review of Education (بالإنجليزية). 17. DOI:10.26686/NZAROE.V0I17.1528. ISSN:1171-3283. QID:Q125142351.
- "سد عالمين: تعليم خاص وسياسة المناهج الدراسية".

Missy Morton (Mar 2007). "Bridging two worlds: special education and curriculum policy". International Journal of Inclusive Education (بالإنجليزية). 11 (2): 163–176. DOI:10.1080/13603110500375382. ISSN:1360-3116. QID:Q125142327.
- "التقييم مهم: الإمكانات التحويلية للتقييم السردي للطلاب ذوي الاحتياجات التعليمية الخاصة".

Missy Morton (1 Jun 2012). "Assessment that matters: The transformative potential of narrative assessment for students with special education needs". Assessment Matters (بالإنجليزية). 4: 110–128. DOI:10.18296/AM.0105. ISSN:1176-7839. QID:Q125142349.
- "أنا لست مصابًا بالتوحد على الآلة الكتابة".

Douglas Biklen; Mary Winston Morton; Shaswati Nina Saha; et al. (Jan 1991). ""I Amn Not a Utistivc on Thje Typ" ("I'm Not Autistic on the Typewriter")". Disability, handicap & society (بالإنجليزية). 6 (3): 161–180. DOI:10.1080/02674649166780231. ISSN:0267-4645. QID:Q125143415.
- "أنواع المشاركة: تصورات المعلم والتعليم الخاص وممارسات" التضمين "في مرحلة الطفولة المبكرة والمدارس الابتدائية".

Missy Morton (Aug 2013). "Kinds of participation: teacher and special education perceptions and practices of 'inclusion' in early childhood and primary school settings". International Journal of Inclusive Education (بالإنجليزية). 17 (8): 776–792. DOI:10.1080/13603116.2011.602529. ISSN:1360-3116. QID:Q125142331.

## الرؤية والتأثير
تؤمن مورتون بأن التعليم الشامل يتجاوز كونه مجرد سياسة أو قانون، بل هو ممارسة مستمرة تتطلب إزالة العوائق المادية والمعنوية وخلق بيئة يشعر فيها كل فرد بتقديره ومكانته. تعتبر أن إدماج الأفراد ذوي الإعاقة في النظام التعليمي يعكس قيم المجتمع ويساعد في تغيير المفاهيم التقليدية حول الإعاقة، مشددة على ضرورة فهم الإعاقة كطيف وليس كتصنيف ثنائي. وترى أن جميع المعلمين يجب أن يكونوا ملتزمين بتعليم جميع الطلاب، مؤكدة على حق كل طفل وشاب في الحصول على التعليم المناسب في بيئته المحلية.

## روابط خارجية
- دراسات الإعاقة في التعليم ، عرض تقديمي قدمته مورتون في جامعة جنوب أستراليا حول مشروعها البحثي "استخدام التقييم السردي لدعم الممارسات الشاملة لمعلمي المدارس الثانوية" ، 27 سبتمبر 2021، عبر يوتيوب